# دوره نظامی کوهستان

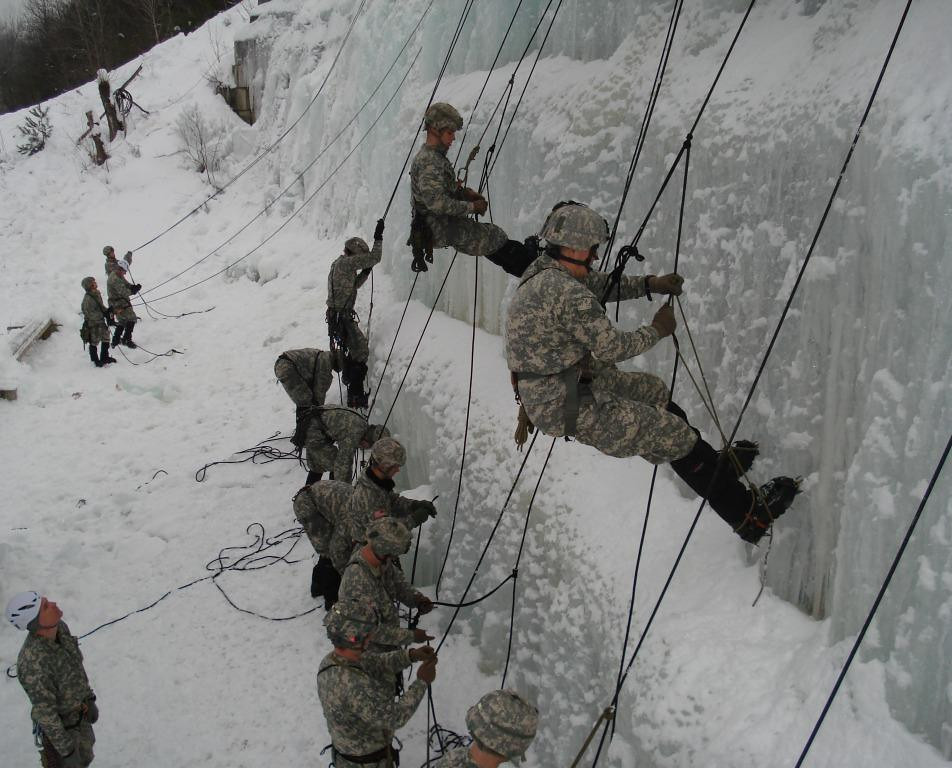

دوره نظامی کوهستان (به انگلیسی: Mountain Warfare School) یک دوره آموزشی نظامی مخصوص نظامیان ویژه و رنجر‌ها است.
این دوره مانند آموزش کوهنوردی معمولی است با این تفاوت که در این دوره‌ها از مربیان نظامی، تسلیحات نظامی و آموزشهای خاص نظامی استفاده می‌شود. دوره نظامی کوهستان در مرکز آموزشی اتن آلن ورمونت نیروی زمینی ایالات متحده آمریکا و در کشورهای دیگر در مراکز آموزش نیروی زمینی به نیروهای نظامی آموزش داده میشود.پیمان ناتو یک استاندارد برای دوره نظامی کوهستان تعریف کرده است که در کشورهای عضو اجرا میشود.